# Антропный принцип
Антро́пный при́нцип — аргумент «Мы видим Вселенную такой, потому что только в такой Вселенной мог возникнуть наблюдатель, человек». Этот принцип был предложен для объяснения с научной точки зрения, почему в наблюдаемой Вселенной имеет место ряд необходимых для существования разумной жизни нетривиальных соотношений между фундаментальными физическими параметрами.

## Различные формулировки
Часто выделяют сильный и слабый антропные принципы.
- Слабый антропный принцип в формулировке Г. М. Идлиса (1958): «Мы наблюдаем заведомо не произвольную область Вселенной, а ту, особая структура которой сделала её пригодной для возникновения и развития жизни»[2]. Как уточняет академик Л. Б. Окунь, «слабый антропный принцип исходит из представления об ансамбле, содержащем бесконечно большое число вселенных». Это значит, что во Вселенной встречаются разные значения мировых констант, но наблюдение некоторых их значений более вероятно, поскольку в регионах, где величины принимают эти значения, выше вероятность возникновения наблюдателя[3]. Другими словами, значения мировых констант, резко отличные от наших, не наблюдаются, потому что там, где они есть, нет наблюдателей.
- Сильный антропный принцип: Вселенная должна иметь свойства, позволяющие развиться разумной жизни.

Вариантом сильного АП является Антропный принцип участия (АПУ), сформулированный в 1983 году Джоном Уилером:

Наблюдатели необходимы для обретения Вселенной бытия
Оригинальный текст (англ.)Observers are necessary to bring the Universe into being

Различие этих формулировок можно пояснить так: сильный антропный принцип относится ко Вселенной в целом на всех этапах её эволюции, в то время как слабый касается только тех её регионов и тех периодов, когда в ней теоретически может появиться разумная жизнь. Из сильного принципа вытекает слабый, но не наоборот.
Формулировка антропного принципа опирается на предположение, что наблюдаемые в наше время законы природы не являются единственными реально существующими (или существовавшими), то есть должны быть реальны Вселенные с иными законами. Физики исследовали несколько вариантов размещения в пространстве и времени альтернативных Вселенных:
- Одна Вселенная — в ходе бесконечной эволюции которой физические константы меняются, принимая всевозможные значения. При благоприятном сочетании констант возникает разумный наблюдатель.
- Одна Вселенная — разбитая на множество невзаимодействующих пространственных областей с разными физическими законами. В тех областях, где имеется благоприятное сочетание фундаментальных констант, возникает разумный наблюдатель.
- Множество параллельных миров (Мультивселенная), реализующих разнообразные законы природы.
- Вышеупомянутый АПУ (Антропный принцип участия) Уилера означает, что Вселенные без разумного наблюдателя не обретают статус реальности. Причина этого в том, что только наблюдатель в состоянии осуществить редукцию квантового состояния, переводящую ансамбль возможных состояний в одно, реальное.

## История
Термин «антропный принцип» впервые предложил в 1973 году английский физик Брэндон Картер. Однако, как обнаружили историки науки, сама идея неоднократно высказывалась и ранее. Первыми её явно сформулировали физик А. Л. Зельманов в 1955 году и историк науки Г. М. Идлис на Всесоюзной конференции по проблемам внегалактической астрономии и космологии (1957). В 1961 году ту же мысль опубликовал Р. Дикке.
Брэндон Картер в вышеуказанной статье 1973 года сформулировал также сильный и слабый варианты антропного принципа. Статья Картера привлекла к данной теме всеобщее внимание, свои мнения высказывали не только физики, но и многие другие — от журналистов до религиозных философов. В 1986 году вышла первая монография: Дж. Д. Барроу и Ф. Дж. Типлер, «Антропный космологический принцип», где признан приоритет Г. М. Идлиса. В 1988 году в Венеции прошла первая научная конференция, посвящённая антропному принципу, спустя год в СССР состоялся международный семинар «Антропный принцип в структуре научной картины мира: история и современность». В дальнейшем антропный принцип постоянно затрагивался как на специализированных форумах, так и при обсуждении фундаментальных вопросов физики, космологии, философии и теологии.

## Соотношения, необходимые для образования жизни
Численные значения многих безразмерных (то есть не зависящих от системы единиц) фундаментальных физических параметров, таких как отношения масс элементарных частиц, безразмерные константы фундаментальных взаимодействий, кажутся не подчинёнными никакой закономерности. Однако выясняется, что если бы эти параметры отличались от своих наблюдаемых значений лишь на небольшую величину, разумная жизнь (в привычном нам понимании) не могла бы образоваться.

### Размерность пространства
Прежде всего бросается в глаза тот факт, что только в трёхмерном пространстве может возникнуть то разнообразие явлений, которое мы наблюдаем. Так, для размерности пространства более трёх при принятии ньютоноподобного закона тяготения невозможны устойчивые орбиты планет в гравитационном поле звёзд. Более того, в этом случае невозможна была бы и атомная структура вещества (электроны падали бы на ядра даже в рамках квантовой механики). Именно при числе измерений больше трёх квантовая механика предсказывает бесконечный спектр энергий электрона в атоме водорода, допускающий как положительные, так и отрицательные значения энергии. В случае размерностей меньше трёх движение всегда происходило бы в ограниченной области. Только при {\displaystyle N=3} возможны как устойчивые финитные, так и инфинитные движения.
Изложенные выше аргументы относятся к случаю нерелятивистского рассмотрения проблемы. Если же попытаться распространить общую теорию относительности как современную теорию гравитации на пространство-время с другим количеством пространственных измерений, то картина получается обратной: при двух пространственных измерениях гравитационно взаимодействующие тела ни при каких условиях не могут образовывать связной системы (это давно известно в ОТО и было обнаружено в 1960-х годах, см. космические струны), а при числе измерений пространства большем трёх гравитационное взаимодействие наоборот, настолько сильно, что не позволяет бесконечного движения тел. Таким образом, предельный переход общей теории относительности в ньютоновскую теорию тяготения возможен только в пространстве трёх измерений.
Интересно также, что Стандартная модель физики элементарных частиц, базирующаяся на теории полей Янга — Миллса, не перенормируема в пространстве более чем трёх измерений.

### Значения масс электрона, протона и нейтрона
Свободный нейтрон тяжелее, чем система из протона и электрона — и именно поэтому атом водорода стабилен: если бы нейтрон был легче хотя бы на десятую долю процента, этот атом имел бы все шансы превратиться в нейтрон с выделением энергии; в нашей же Вселенной такое превращение не может произойти без подвода энергии извне — то есть не может быть самопроизвольным. Если бы масса электрона превышала разность масс нейтрона и протона, то химический состав Вселенной коренным образом изменился бы. В ней отсутствовал бы водород, а следовательно, звёзды в их обычном понимании, жизнь.

### Существование дейтрона и несуществование дипротона
Известно, что для образования связанного состояния двух частиц (в обычном, трёхмерном пространстве) необходимо не только чтобы они притягивались, но и чтобы это притяжение было достаточно сильным. Притяжение между протоном и нейтроном оказывается почти «на грани»: их связанное состояние (дейтрон) существует, однако оно слабо связано и потому имеет довольно большие геометрические размеры. Это приводит к тому, что реакция горения водорода в звёздах идёт очень эффективно. Если бы сила протон-нейтронного взаимодействия была бы меньше, дейтрон был бы нестабилен, и вся цепочка горения водорода оборвалась. Если бы константа связи была заметно сильнее, то размеры дейтрона были бы меньше, и реакция горения шла бы не столь интенсивно. И в том, и в другом случае оказалось бы, что звёзды горели бы менее интенсивно, что не могло бы не сказаться на жизни.
С другой стороны, известно, что два протона не способны образовать связанного состояния: сильное взаимодействие хоть и превышает кулоновский барьер, но всё же недостаточно сильно. Если бы константа сильного взаимодействия была бы немного больше, то дипротоны (ядра гелия с массой 2) были бы стабильными частицами. Это, вероятно, имело бы катастрофические последствия для эволюции Вселенной: в первые же её дни весь водород выгорел бы в гелий-2, и дальнейшее существование звёзд оказалось бы невозможным.

### Резонанс в ядре углерода-12
Согласно стандартной космологической модели, сразу после Большого взрыва материя во Вселенной практически полностью находилась в виде водорода и гелия. Ядра гелия сами по себе практически стабильны, и потому совершенно неочевидно, что в процессе горения звёзд должны в больших количествах образовываться более тяжёлые элементы. Действительно, уже на первом этапе имеется препятствие: два ядра гелия не образуют стабильное ядро бериллия-8 (этот нуклид распадается за 10−18 с). Нет сколько-нибудь стабильных ядер и с массовым числом A=5, которые могли бы образоваться при слиянии альфа-частицы с протоном или нейтроном. В принципе, три ядра гелия-4 могут образовать стабильное ядро углерода-12, однако вероятность одновременного столкновения трёх альфа-частиц столь мала, что без «посторонней помощи» скорость такой реакции была бы ничтожна для образования значительного количества углерода даже в астрономических масштабах времени.
Роль такой посторонней помощи играет резонанс (возбуждённое состояние) углерода-12 с энергией 7,65 МэВ. Будучи практически вырожденым по энергии с состоянием трёх альфа-частиц, он кардинально увеличивает сечение реакции и убыстряет процесс горения гелия. Именно благодаря ему на конечной стадии звёздной эволюции образуются тяжёлые элементы, которые после взрыва сверхновых разлетаются в пространстве и впоследствии образуют планеты.
В принципе, наличие ядерных резонансов не представляет собой ничего удивительного. По-настоящему необычным является лишь случайное («подобранное») численное значение энергии возбуждения резонанса. Так, в работе H. Oberhummer, A. Csoto, and H. Schlattl, Science 289, 88 (2000); Nuclear Physics A  689, 269c (2001) (nucl-th/9810057) показано, что если бы константа нуклон-нуклонного взаимодействия отличалась хотя бы на 4 %, углерод в звёздах практически не образовывался бы.
В целом, учитывая изложенные аргументы, возникает ощущение, что во Вселенной всё «настроено» для того, чтобы жизнь смогла образоваться и просуществовать достаточно долго. Этим ощущением как аргументом пользуются креационисты и сторонники теории разумного творения. Однако математик М. Икеда и астроном У. Джефферис утверждают, что это ощущение является следствием неверной интуитивной оценки условных вероятностей.

### Параметры электрослабого взаимодействия
В работе V.Agrawal et al., Physical Review D57 (1998) 5480-5492 (hep-ph/9707380) показано, что для образования достаточно сложных наборов химических элементов требуется, чтобы среднее значение хиггсовского поля в электрослабой теории не превышало наблюдаемое значение ({\displaystyle v\approx 246} ГэВ) более чем в пять раз.

## Поддержка и критика антропного принципа в современной физике
Ряд физиков сделали попытки вывести антропный принцип из тех или иных физических соображений. Краткий обзор таких моделей приведен в статье А. Д. Линде.
Другие учёные отмечают, что существование вселенных (или участков вселенной) с различными законами физики, на которое опираются как антропный принцип, так и содержащие его модели, не имеет никаких опытных подтверждений. Нобелевский лауреат Стивен Вайнберг заявил, что антропный принцип «имеет несколько сомнительный статус в физике», потому что «слабым местом такой интерпретации антропного принципа является неясность понятия множественности вселенных». Он иронически заметил, что «если все эти вселенные недостижимы и непознаваемы, утверждение об их существовании, похоже, не имеет никакого смысла, кроме возможности избежать вопроса, почему они не существуют». Вайнберг считает, что антропный принцип, если и останется в физике, то лишь для объяснения одного-единственного параметра: космологической постоянной. Другой нобелевский лауреат, Дэвид Гросс, считает, что антропный принцип лишь демонстрирует наше неумение ответить на сложные вопросы.
По мнению Г. Е. Горелика, «антропный принцип в сущности принадлежит пока не физике, а метафизике». Академик Л. Б. Окунь расценивает оба типа антропных принципов как спекулятивные, но заслуживающие обсуждения. Американский космолог Алекс Виленкин заявил: «Антропное объяснение тонкой настройки является ненаучным… Антропный принцип может служить для объяснения лишь того, что мы уже знаем. Он никогда ничего не предсказывает и потому не может быть проверен». С этим согласен Ли Смолин, автор одной из альтернативных теорий (см. ниже). Также стоит отметить[почему?] что антропный принцип не объясняет, каким именно образом появилась Вселенная с тонкими настройками, а лишь преподносит факт, что она существует.

## Альтернативы
Критики антропного принципа обычно отмечают, что если фундаментальные физические константы не являются независимыми, то надобность в антропном принципе отпадает, поскольку исчезает возможность множественных вселенных. Предлагались и другие альтернативы. В частности, в научной среде продолжается обсуждение оригинальной идеи «размножения вселенных» (fecund universes, её называют также теорией «космологического естественного отбора», CNS, Cosmological Natural Selection), которую выдвинул американский физик Ли Смолин.
Согласно этой гипотезе, «по ту сторону» чёрной дыры возникает новая вселенная, в которой фундаментальные физические постоянные могут отличаться от значений для вселенной, содержащей эту чёрную дыру. Разумные наблюдатели могут появиться в тех вселенных, где значения фундаментальных постоянных благоприятствуют появлению жизни. Процесс напоминает мутации и отбор в ходе биологической эволюции. Подробное описание своей гипотезы Смолин опубликовал в книге «Жизнь Космоса» (The Life of the Cosmos, 1999). По мнению Смолина, его модель лучше, чем антропный принцип, объясняет «тонкую настройку Вселенной», необходимую для появления жизни, так как имеет два важных преимущества:
1. В отличие от антропного принципа, модель Смолина имеет физические следствия, которые поддаются опытной проверке.
2. Жизнь во множественных вселенных возникает не случайным образом, а закономерно: больше «потомков» в ходе отбора имеют те вселенные, параметры которых приводят к возникновению большего числа чёрных дыр, и эти же параметры, по предположению Смолина, благоприятствуют возможности зарождения жизни.

Ряд физиков и философов отнеслись к идее Смолина достаточно скептически. Оппонентом Смолина выступил известный космолог Леонард Сасскинд, который, тем не менее, оценил эту гипотезу достаточно высоко. Дискуссия Смолина и Сасскинда (2004) о роли антропного принципа в науке вызвала большой интерес научной общественности.

## Философские оценки
Станислав Лем написал, что этот принцип, понимаемый буквально, объясняет неизвестное через неизвестное, к тому же по логике порочного круга. С тем же основанием можно утверждать про любой предмет, что именно он является «целью» Вселенной, а не люди, например, почтовые марки, хотя их существование для Вселенной совершенно необязательно.
Известный космолог Мартин Рис заметил, что антропный принцип сам по себе не раскрывает коренные причины «точной настройки» Вселенной:

На меня производит впечатление метафора канадского философа Джона Лесли. Представьте себе, что вы стоите перед расстрельной командой. Пятьдесят человек в вас целятся, но все промахиваются. Если бы кто-то не промахнулся, вы бы не выжили и не смогли бы задуматься об этом. Но вы не можете это просто забыть — вы озадачены и будете искать причины своего фантастического везения.

Часть верующих учёных — например, физик и философ Джон Полкинхорн — предпочитают рассматривать тонкую настройку Вселенной как одно из доказательств существования Бога.
Антропный принцип вступает в видимое противоречие с космологическим принципом Коперника, утверждающим, что место, где существует человечество, не является привилегированным, как-либо выделенным среди других. Если расширить понятие «место» на всю Вселенную, то отмеченные выше соотношения между фундаментальными константами, делающие возможным существование достаточно высокоорганизованной материи, являются необходимыми для возникновения разумной жизни, и, следовательно, лишь некоторые из ансамбля возможных вселенных являются пригодными для обитания; в этом смысле выделенными являются определённые области в пространстве параметров. В обычном физическом пространстве Солнечная система также занимает достаточно специальное положение — её орбита в Галактике находится на так называемой коротационной окружности, где период обращения звезды вокруг ядра Галактики совпадает с периодом обращения спиральных рукавов — мест активного звездообразования. Таким образом, Солнце (в отличие от большинства звёзд Галактики) очень редко проходит сквозь рукава, где вероятны близкие вспышки сверхновых с возможными фатальными последствиями для жизни на Земле.
Синтезом антропного принципа и принципа Коперника является утверждение, что выделенными являются области возможных параметров, существенных для возникновения разумной жизни, тогда как параметры, конкретные значения которых не влияют на вероятность возникновения разумной жизни, не тяготеют к каким-либо специальным значениям. Так, положение, которое занимает во Вселенной наша Галактика — одна из миллиардов спиральных галактик, — ничем не выделено.